# Albert Hintermann
Albert Hintermann (1896) è stato un calciatore svizzero, di ruolo difensore.

## Carriera

### Nazionale
Ha collezionato 4 presenze con la propria Nazionale.